# Buffet livre
Buffet livre, bufê livre ou bufete livre é um tipo de serviço gastronômico em restaurante, café ou outro estabelecimento que serve refeições. O buffet livre é aquele onde o freguês pode servir-se de toda a variedade de pratos disponíveis numa mesa por um preço único. Assim, o restaurante economiza em mão-de-obra de garçons e garçonetes e o freguês tem a impressão que come por um preço baixo, diferente de buffet por quilo.